# Aurore von Haxthausen
Gustava Charlotta Märta Aurora von Haxthausen, född Gyllenhaal 15 augusti 1830 i Velinga socken, Skaraborgs län, död 7 februari 1888 i Stockholm, var en svensk författare, tonsättare, pianist och hovdam. Pseudonym: Klara Kuhlman.

## Biografi
Aurora von Haxthausen var dotter till landshövdingen över Blekinge län friherre Carl Henrik Gyllenhaal och Beata Aurore af Nordin. Hon hade två syskon och sju halvsyskon från faderns första gifte. 1831 flyttade familjen till Marieholm i Leksberg.
Aurore von Haxthausen utbildades av guvernanter och fick vid sin fars död 1857, tack vare överhovmästarinnan Stephanie Hamilton, plats som hovfröken hos drottning Lovisa, en plats hon behöll fram till Lovisas död 1871. Hon blev en privat vän till Lovisa och känd vid hovet för sin kvickhet och förmåga att lätta upp stämningen. Hon var också uppmärksammad för sina pianoimprovisationer. Vid ett tillfälle, då Lovisa hade gett en kammarfru en utskällning, ska hon ha lättat upp stämningen genom att illustrera scenen genom en improvisation på piano. Hennes ställning som hovdam upphörde vid Lovisas död 1871. Hon gifte sig 20 mars 1873 i Jakob och Johannes församling i Stockholm med danske legationssekreteraren och kammarherren Frederik Ferdinand von Haxthausen.
Aurore von Haxthausen komponerade flera musikverk, som uppfördes offentligt, bland annat en kyrkokonsert och ett verk som ofta lär ha spelats vid riksdagens högtidliga öppnande varje år.
Hon utgav två novellsamlingar under pseudonym och medarbetade i tidskrifter.

## Musikverk

### Sång och piano
- Imitation av svensk folkvisa "En gång höll du mig kär" för sång och piano. Komponerad på 1800-talet.[7]

- I staden och på landet " Nu har jag varit här och där på landet och i staden" för solosång, kvartett, duett och pianoforte. Komponerad på 1800-talet.[8]

- Romans "Snart är dagen slutad" för sång och piano. Komponerad på 1800-talet.[9]

- Galopp "Hör, hör, hör galoppens ljud!" för fyrstämmig manskör (TTBB) och piano. Komponerad på 1800-talet.[10]

- Jag icke någon vällust känner för sång och piano.[11]

### Piano
- Galoppe i Eb-dur. Komponerad på 1800-talet.[12]

- Mazurka. Komponerad på 1800-talet.[13]

- Vals. Komponerad på 1800-talet.[14]

- Barcaroll i Ab-dur. Komponerad på 1800-talet.[15]

- Barcaroll. Utgiven på 1800-talet på John Jacobsson, Stockholm.[16]

- Anna och Theresia, två danser för salong. Utgiven 1865 på Abraham Lundquist, Stockholm.[17]

1. Anna. Polka för salong.
2. Theresia. Mazurka för salong.

- Souvenir d'Espagne, salongsstycke. Utgiven 1865 på Abraham Lundquist, Stockholm.[18]

- Saknad, sång utan ord. Komponerad 1868.[19]

- Fem sånger utan ord. Utgiven på 1870-talet på Oscar Risom, Köpenhamn.[20]

- Festpolonäs. Uppförd på kronprinsens och kronprinsessans förmälningsbal på Stockholms slott den 3 oktober 1881. Utgiven 1881 på Abraham Lundquist, Stockholm.[21]